# Örtlicher Geistiger Rat
Der Örtliche Geistige Rat verwaltet auf lokaler Ebene die Bahai-Gemeinde und nimmt die administrativen Aufgaben wahr.
Dabei wird der örtliche Rat vom Nationalen Geistigen Rat in seinen Aufgaben und Projekten unterstützt. Gewählt wird der örtliche Geistige Rat in geheimer Wahl von den Bahai einer Gemeinde. Jeder Rat besteht aus neun Personen, welche sich um die Angelegenheiten der Gemeinde kümmern.
Zu den Aufgaben des örtlichen Geistigen Rates zählt die Organisation von Gemeindetreffen, Feiertagen und Neunzehntagefesten. Der Rat ist bei Projekten, die den interreligiösen Dialog und den interkulturellen Dialog betreffen, tätig und unterstützt soziale Projekte. Außerdem hat er beratende Funktion und hilft den Gemeindemitgliedern bei persönlichen Problemen, Nöten oder Glaubensfragen.
In Gemeinden, in denen ein Geistiger Rat nach dem deutschen Vereinsrecht konstituiert ist, bildet der Geistige Rat auch die offizielle Vertretung in juristischen Angelegenheiten für die Gemeinde. Geistigen Räten wird in Deutschland allgemein die Gemeinnützigkeit zuerkannt, somit kann ein Geistiger Rat steuerabzugsfähige Spendenquittungen ausstellen.